# Cymbidium induratifolium
Cymbidium induratifolium је врста орхидеја из рода Cymbidium и породице Orchidaceae. Природно станиште је Вијетнам. Нису наведене подврсте у бази Catalogue of Life.